# Emmeorhiza
Emmeorhiza là một chi thực vật có hoa trong họ Thiến thảo (Rubiaceae).

## Loài
Chi Emmeorhiza gồm các loài: